# Campbell Glacier (glaciär i Antarktis, lat -74,42, long 164,37)
Campbell Glacier är en glaciär i Antarktis. Den ligger i Östantarktis. Nya Zeeland gör anspråk på området. Campbell Glacier ligger 511 meter över havet.
Terrängen runt Campbell Glacier är varierad. Trakten är obefolkad. Det finns inga samhällen i närheten. 